# PSA DV
La sigla PSA DV si riferisce a una vasta gamma di motori Diesel destinati all'utilizzo automobilistico, sviluppati a partire dal 2001 da una joint venture tra il gruppo automobilistico francese PSA e il gruppo automobilistico statunitense Ford.

## Storia e caratteristiche

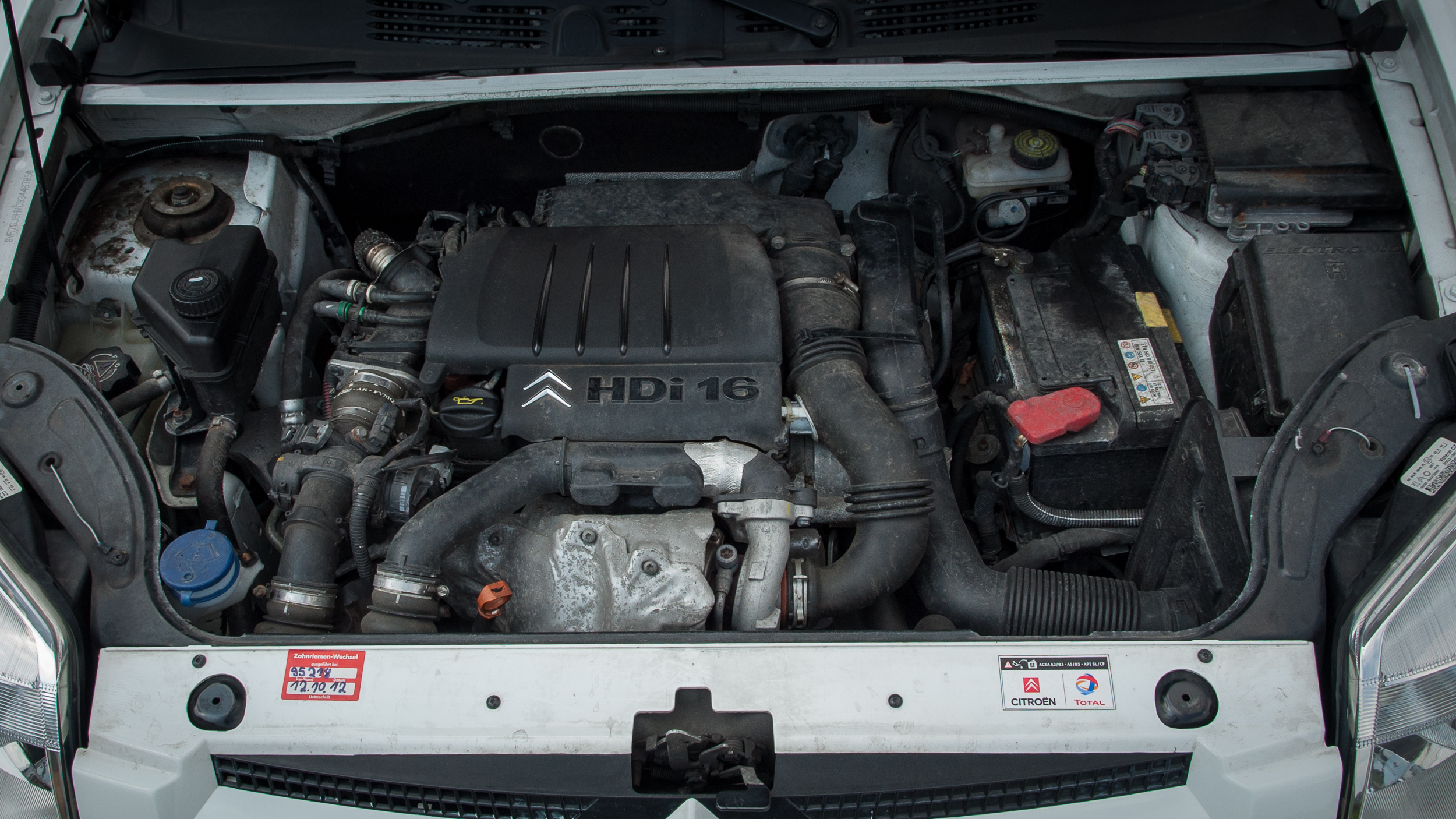
Un motore DV6 montato sotto il cofano di una Citroën Berlingo

Nel 1998 il Gruppo Ford e il Gruppo PSA strinsero un accordo per la produzione in joint-venture di nuovi motori turbodiesel common rail di cilindrata medio-bassa. Tale joint-venture si sarebbe poi estesa alla produzione di altri motori di fascia più alta, che, assieme ai primi, avrebbero fatto parte della grande famiglia di motori Ford Duratorq presso il colosso americano.
Tornando invece ai motori presi come obiettivo iniziale della joint-venture Ford-PSA, una delle specifiche su cui ci si concentrò fu il risparmio di peso, in modo da consentire prestazioni migliori e consumi più contenuti. Per questo, il basamento non venne realizzato in ghisa, ma in lega di alluminio come la testata, mentre le canne cilindri vennero riportate in ghisa. Il progetto si concretizzò nel 2001, quando i nuovi motori cominciarono a essere assemblati in due differenti zone geografiche, ossia gli stabilimenti Ford di Dagenham, in Inghilterra, e gli stabilimenti PSA di Trémery, in Francia. I nuovi motori presero anche sigle diverse a seconda di chi li utilizzava. Il Gruppo PSA, per esempio, li identificò con la sigla DV, mentre la Ford, intesa come marchio, utilizzò la sigla DLD (come anche il successivo 1.8 diesel, quest'ultimo di esclusiva produzione Ford), e la giapponese Mazda, rilevata dalla Ford molti anni prima, li ha inclusi nella famiglia dei motori Mazda Z. Come già detto, però, i motori Ford DLD sarebbero stati inclusi nella superfamiglia di motori Duratorq, della quale avrebbero fatto parte fra l'altro anche i più grandi motori PSA/Ford da 2 e 2,2 litri, nonché i V6 diesel da 2,7 e 3 litri, sempre prodotti in cooperazione fra le due Case. 
 I primi motori DV/DLD debuttarono nella versione da 1.4 litri, seguita due anni dopo da quella da 1.6 litri. Entrambi questi motori erano sovralimentati ed entrambi con tecnologia common rail, a differenza dellemeno potenti fra le varianti dei precedenti motori XU, che erano chiamati a sostituire. Queste due versioni dei motori DV/DLD vennero prodotti parallelamente per molto tempo. Solo diversi anni dopo, contestualmente alla necessità di adeguarsi a sempre più stringenti normative antiquinamento e a evolvere tali motori dal punto di vista tecnologico, si ebbe una significativa evoluzione in questa gamma motori: dapprima, la Ford avrebbe introdotto un nuovo motore diesel da 1.5 litri destinato a sostituire entrambe le cilindrate precedenti. Qualche anno dopo, anche il gruppo PSA avrebbe ripreso tale motorizzazione per svilupparne una propria versione, differente da quella di origine Ford, ma di pari cilindrata. Le strade tra Ford e PSA si divisero dunque con l'arrivo del primo 1.5, quello di origine Ford, e ciò fu dovuto al fatto che proprio nel 2012 il gruppo PSA, in cattive acque dal punto di vista finanziario, strinse un'alleanza con il gruppo General Motors, storico rivale proprio della Ford. Perciò i rapporti tra Ford e PSA si raffreddarono e vennero rivisti alla luce di tale novità. L'architettura, in ogni caso, è quella classica a 4 cilindri in linea. Tutti hanno equipaggiato modelli PSA, Ford e di marchi annessi, di fascia bassa o medio-bassa, salvo alcune eccezioni, rappresentate dalle versioni di base di alcuni modelli di fascia medio-alta. E a partire dal 2017, quando anche la Opel e la Vauxhall sono finite nell'orbita del gruppo PSA, anch'esse hanno cominciato a usufruire dei motori DV in versione 1.6 BlueHDi.

## Versioni dei motori DV e DLD

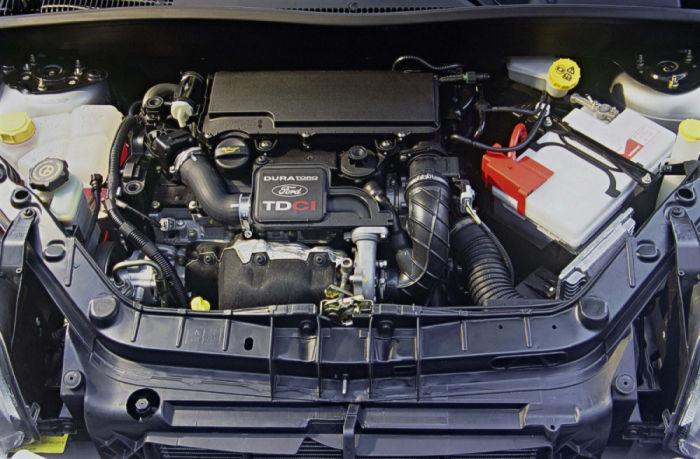
Un motore DLD-414 (noto con la sigla DV4 presso il gruppo PSA) montato sotto il cofano di una Ford Fusion europea

Come già chiaramente spiegato in precedenza, i motori DV o DLD prodotti in collaborazione tra Ford e PSA esistono e sono esistiti in tre versioni. Escludendo quindi la versione da 1,8 litri di esclusiva proprietà del colosso statunitense, si sono avuti i seguenti tre livelli di cilindrata, elencati in ordine cronologico di debutto:
- DV4, ossia da 1398 cm³ di cilindrata e prodotto dal 2001 al 2015;
- DV6, ossia da 1560 cm³ di cilindrata e prodotto a partire dal 2003;
- DV5, ossia da 1499 cm³ di cilindrata, introdotto dal gruppo PSA a partire dal 2017. Quest'ultima motorizzazione si basa sul motore Ford DLD-415, dal quale si distingue però per numerose e assai significative caratteristiche.

Essendo molto articolate sia nel numero di varianti, sia soprattutto nel numero di applicazioni, che da sole richiedono molto spazio per poter fornire un quadro il più possibile completo e leggibile, queste tre versioni vengono trattate in altrettante voci dedicate.